# Rachel Aronowna Kownator
Rachel Aronowna Kownator (russisch Рахиль Ароновна Ковнатор; wiss. Transliteration Rachil' Aronovna Kovnator; geb. 1899; gest. 1977) war eine sowjetische jiddischsprachige Autorin und Journalistin, die ihre psychologischen Kenntnisse auch in den Dienst der kommunistischen Propaganda stellte.

## Leben und Werk
Sie studierte am Psychoneurologischen Forschungsinstitut in Petrograd (St. Petersburg) und war bereits in jungen Jahren politisch aktiv. Der Sozialdemokratischen Arbeiterpartei Russlands (RSDRP) trat sie 1917 bei und arbeitete ab 1921 für das Schenotdel (Frauenabteilung). Sie war später Mitarbeiterin am Marx-Engels-Institut (russisch Институт К. Маркса и Ф. Энгельса). Während des Zweiten Weltkrieges arbeitete sie im Jüdischen Antifaschistischen Komitee (JAFK) und veröffentlichte in der Zeitung Ejnikajt (Einheit). Verschiedene Berichte über den Genozid an sowjetischen Juden im Schwarzbuch wurden von ihr zum Druck vorbereitet. In verschiedenen Übersetzungen erschienen ihr Buch über die Mutter Lenins beim Verlag für fremdsprachige Literatur in Moskau. Sie schrieb auch über zwei Helden der Sowjetunion, beide Porträts erschienen im jiddischsprachigen Moskauer Verlag Der Emes in der Reihe Held fun Sovetnfarband (jidd. für „Held der Sowjetunion“) (1943 und 1948).

## Publikationen (Auswahl)
Quelle: Russischen Staatsbibliothek
- Die Mutter Lenins.
  - (deutsch) Berlin, Verlag Neuer Weg, 1945 & Singen-Hohentwiel: Volks-Verlag, 1947 (auch in verschiedenen anderen Übersetzungen erschienen)

- Der held fun Sovetnfarband – Yoysef Makovski (Moskau: Der Emes, 1943)

- Held fun Sovetnfarband, Polina Gelman (Moskau: Der Emes, 1948) – Foto der Titelseite

- M. Gorʹkij v vospominanijach sovremennikov [M. Gorki in den Erinnerungen der Zeitgenossen]. Moskva : Gos. Izd. Chudožestvennoj Literatury, 1955 (Serija literaturnych memuarov / Серия литературных мемуаров / Reihe Literarische Memoiren)